# Distrito de Sangallaya

Provincia de Huarochirí en el Departamento de Lima, Perú

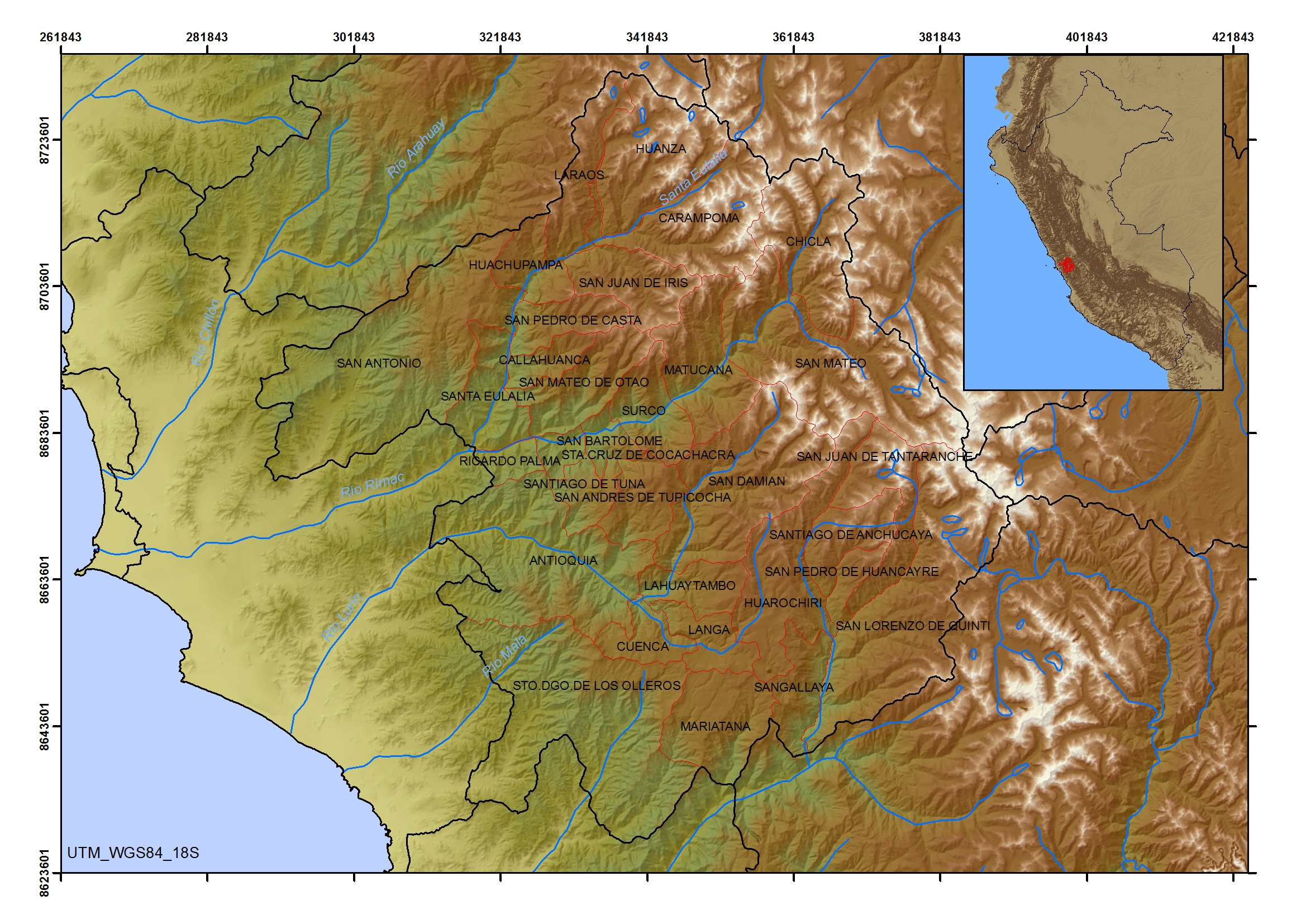
Distritos de la Provincia de Huarochirí

El Distrito de Sangallaya es uno de los treinta y dos distritos de la provincia de Huarochirí, ubicada en el Departamento de Lima, bajo la administración del Gobierno Regional de Lima-Provincias.
Dentro de la división eclesiástica de la Iglesia Católica del Perú, pertenece a la Prelatura de Yauyos

## Historia
El distrito fue creado mediante Ley N.º 12113 del 30 de septiembre de 1954, en el gobierno del Presidente Manuel A. Odria.

## Geografía
Abarca una superficie de 81,92 km² y tiene una población aproximada de 600 habitantes.
Se ubica en la parte alta del río Mala a 2 705 m s. n. m.
Conformado por los pueblos:
- Huancata
- Quiripa
- Pucllacanchi
- Alloca
- Coranche

Por su geografía, Sangallaya es una zona rural privilegiada para la ganadería y el pastoreo.

## Autoridades

### Municipales
- 2015 - 2018[2]
  - Alcalde:  Gregorio Ober Florencio Tello, Movimiento regional Unidad Cívica Lima (UCL).
  - Regidores: Francisco Nicolás Valencia Manta (UCL), Paulo César García Chumbiriza (UCL), Sonia Pilar Macazana Macavilca (UCL), Celinda Oday Huaringa Tello (UCL), Luis Alberto Huaringa Arrieta (Patria Joven).
- 2011 - 2014[3]
  - Alcalde:  Gregorio Ober Florencio Tello, Movimiento Concertación para el Desarrollo Regional (CDR).
  - Regidores: Nixon Pershyn Navarro Tello (CDR), Luci Eugenia Macazana Contreras (CDR), Jhony Michael Huamanyauri Chumbiriza (CDR), Lino Paucar Eusebio (CDR), Luis Alberto Huaringa Arrieta (Partido Aprista Peruano).
- 2007 - 2010[4]
  - Alcalde: Marcelino Armando Valencia Tello, Partido Aprista Peruano.
- 2003 - 2006
  - Alcalde: Isael Félix  Florencio Pérez, Movimiento regional Opción Huarochirana.
- 1999 - 2002
  - Alcalde: Isael Félix  Florencio Pérez, Movimiento regional Opción Huarochirana.
- 1996 - 1998
  - Alcalde: Feliciano Tello Contreras, Lista independiente N.º 9 Izquierda Unida.
- 1993 - 1995
  - Alcalde: Feliciano Tello Contreras, Alianza electoral Izquierda Unida.
- 1990 - 1992
  - Alcalde: Pelayo Pérez Tello, Alianza electoral Izquierda Unida.
- 1987 - 1989
  - Alcalde: Mauro Florencio Chumbipuma, Partido Aprista Peruano.
- 1984 - 1986
  - Alcalde: Cirilo Ramírez Bernable, Partido Popular Cristiano.
- 1981 - 1983
  - Alcalde: Jucinto Segura Chumbipuma, Partido Aprista Peruano.

### Policiales
- Comisaría de Sangallaya
  - Comisario: Mayor PNP.[5]

### Religiosas
- Prelatura de Yauyos[6]
  - Obispo Prelado: Mons. Ricardo García García.
- Parroquia Nuestra Señora de la Asunción, Huarochirí[7]
  - Párroco: Pbro. Felipe Manco Francia
  - Vicario parroquial: Pbro. Dimas Mendoza

## Educación

### Instituciones educativas
- I.E.20674 Sangallaya